# Nelsan Ellis
Pour les articles homonymes, voir Ellis.
Nelsan Ellis, né le 31 mars 1978 à Harvey (Illinois) et mort le 8 juillet 2017 à Los Angeles (Californie), est un acteur américain de films et de télévision, plusieurs fois récompensé, et un dramaturge.
Il est surtout connu pour son rôle de Lafayette Reynolds, dans la série télévisée True Blood.

## Biographie
Nelsan Ellis est né à Harvey dans l'Illinois. Lui et ses frères et sœurs sont devenus pupilles de l’État lorsqu'ils étaient encore enfants. Ils ont ensuite été élevés à Bessemer par leur grand-mère. En Alabama, Ellis a suivi des cours à l'école Jess Lanier pendant un an, avant d'être transféré à l'école Mightory. Il est revenu en Illinois à 15 ans, où il a vécu avec sa tante maternelle. Il a été diplômé de l'école Thornridge (à Dolton) en 1997. À 17 ans, il a rejoint pendant peu de temps la Marine américaine. À 21 ans, il s'est inscrit à l'école Juilliard, où il a rencontré sa future partenaire à l'écran dans True Blood, Rutina Wesley.
En raison de la vraisemblance qu'il projette en incarnant Lafayette Reynolds, un homosexuel efféminé, dans la série True Blood, il dit s' être souvent interrogé sur son orientation sexuelle.
Il a eu un enfant avec Tiffany Snow, sa compagne depuis 1993,,.
Il meurt le 8 juillet 2017 à la suite de complications après un arrêt cardiaque, lié à sa dépendance à l'alcool et à la drogue.

## Filmographie

### Court métrage
- 2002 : Lost : Hoffa

### Cinéma
- 2005 : Trespass : Trespass
- 2008 : The Express : Will Davis, Jr.
- 2009 : Le Soliste (The Soloist) : David Carter
- 2009 : Talent : Titus
- 2010 : Secretariat : Eddie Sweat
- 2011 : La Couleur des sentiments : Henry
- 2013 : Le Majordome : Martin Luther King
- 2014 : Get on Up : Bobby Byrd
- 2015 : The Prison Experiment - L'Expérience de Stanford : Jesse Fletcher[10]
- 2016 : Little Boxes (en) : Mack Burns

### Télévision

#### Téléfilms
- 2005 : Warm Springs : Roy Collier

#### Séries télévisées
- 2005 : The Inside : Dans la tête des tueurs : Carter Howard
- 2007 : Veronica Mars : Apollo Bukenya
- 2007 : FBI : Portés disparus : Deng Nimieri
- 2008–2014 : True Blood : Lafayette Reynolds
- 2015 : RuPaul's Drag Race : Lui-même, juge invité
- 2016-2017 : Elementary : Shinwell Johnson

## Distinctions

### Récompenses
- Lorsqu'il était à l'école Juilliard, Ellis a écrit une pièce semi-autobiographique intitulée « Ugly ». Elle était centrée sur l'assassinat de sa sœur enceinte, par son mari. Cette pièce a gagné le Martin E. Segal Award du Lincoln Center.
- 2008 – Satellite Award du meilleur second rôle dans une série télévisée (Lafayette dans True Blood)[11].
- 2009 – NewNowNext Award de Brink of Fame: acteur[12].
- 2009 – Ewwy Award du meilleur second rôle dans une série télévisée dramatique (True Blood)

### Nominations
- 2009 - Scream Award du meilleur second rôle (True Blood)[13].
- 2011 - NAACP Image Award du meilleur second rôle dans une série télévisée dramatique (True Blood).